# Хари Потер и Камен мудрости
Хари Потер и Камен мудрости (енгл. Harry Potter and the Philosopher's Stone) је први део серијала о Харију Потеру, за који је планирано седам књига. Књиге је за децу написала енглеска књижевница Џоан Кетлин Роулинг. Главни лик је дечак чаробњак Хари Потер. Ова књига је први пут изашла 30. јуна 1997. године, а издавач је био Блумсбури (Bloomsbury Publishing Plc) из Лондона. Књига је преведена на око 60 језика. По књизи је 2001. године снимљен и истоимени филм.

## Радња књиге
Радња почиње са сасвим обичном британском породицом Дарсли. Њу чине Вернон Дарсли, његова жена Петунија и њихов син Дадли Дарсли. Дарслијеви су претерано нормална породица. Наиме, они не подносе било шта што има имало везе и са чим невероватним и иоле необичним. Међутим, у ноћи 1. новембра 1981. године, човек звани Албус Дамблдор појављује се код њихове куће, а мачка која је ту целог дана стајала трансформише се у жену, Минерву Мек Гонагал.
Дамблдор и Мек Гонагалова причају о недавном паду Лорда Волдемора, једног од најмоћнијих мрачних чаробњака свих времена, који је терорисао цео магијски и немагијски свет и дечаку који га је зауставио, Харију Потеру. Волдемор је убио Харијеве родитеље и покушао да убије Харија, али то му није успело, јер је Харија штитила извесна древна магија коју му је подарила његова мајка. Наиме, она је умрла да би га спасла, те Волдемор није могао ни да га додирне. Клетва се вратила Волдемору те је он је остао без моћи и изгубио своје тело и облик. Убрзо долази Рубијус Хагрид који доноси малу бебу Харија Дамблдору. Једини траг клетве на Харију је ожиљак у облику муње на његовом челу. Дамблдор, Мек Гонагалова и Хагрид остављају Харија Дарслијевима, јединим живим рођацима који су му остали (Петунија Дарсли и Харијева мајка Лили Потер биле су рођене сестре).
Иако су га прихватили, Дарслијеви стално омаловажавају Харија и фаворизују свог сина Дадлија.
Неколико дана пре свог једанаестог рођендана, Хари добија мистериозно писмо. Још мистериозније било је то што писмо доносе сове. Теча Вернон не да Харију да га прочита, али следећег дана долази још једно, и сваког следећег после тога, јер теча Вернон та писма баца, не дајући их Харију.
У покушају да избегне бескрајно достављање писама, теча Вернон се са породицом и Харијем сели. Када писма настављају да долазе, он бежи све даље и даље, док не дође у малену колибу на острву усред океана. Једне ноћи је дошао Хагрид, да лично да Харију писмо у ком га обавештавају да је примљен на Хогвортс, школу за вештице и чаробњаке.
Иако су се Дарслијеви у почетку противили, Хагрид води Харија у Дијагон алеју да купи књиге чини и чаробни штапић. Он објашњава Харију зашто је чувен у чаробњачком свету, јер је довео до пада Волдемора.
На Хогвортсу, замку који се налази негде на северу Британије, Хари склапа пријатељство са Роном Визлијем и Хермионом Грејнџер. Такође се рађа и непријатељство са Драком Мелфојем.
Харија, Рона и Хермиону је магичан Шешир за разврставање ставио у школску кућу Грифиндор, познату по храбрости и срчаности, док је Мелфој отишао у Слитерин, кућу која је дала све досад познате мрачне чаробњаке, а њени питомци се истичу лукавством и амбицијом. Остале куће су Хафлпаф, у којој се цени пријатељство, марљивост и поштење, и Рејвенкло, у коју доспевају најинтелигентнији ученици. Све су назване по оснивачима Хогвортса.
Хари налази нову опсесију: квидич, чаробњачки спорт, и постаје један од најбољих играча у историји школе.
Главни заплет се ствара око Камена мудрости, легендарне супстанце која свом власнику претвара сваки метал у чисто злато и ствара еликсир бесмртности. Њега је створио славни алхемичар из 14. века Николас Фламел који је и даље жив захваљујући еликсиру. Хари открива да Волдемор покушава да га украде како би преко еликсира повратио тело и моћи и сумња да за то користи једног од професора, Северуса Снејпа.
Хари, Рон и Хермиона ће проћи кроз низ препрека и замки да би дошли до Камена и спасли га од Снејпа. Ипак, када открије место где се чува Камен, Хари ће ту наћи другог професора, Квирела. Он, а не Снејп, је помагао Волдемору да добије Камен. Волдемор је у облику духа обитавао у Квиреловом телу, и био му је друго лице, које му се налазило на потиљку, па је због тога Квирел носио турбан. Квирел је наредио Харију да погледа у огледало Жудње, јер је у њему била сакривена тајна како доћи до Камена. То огледало осликава највећу жељу срца особе које се у њега загледа. Хари, који је очајнички желео да спаси Камен од Волдемора, видео је себе са њим у џепу. Убрзо се уверио да му се Камен стварно створио тамо.
Волдемор открива да је Камен код Харија и наређује Квирелу да га убије. Због жртве коју је његова мајка дала да би га спасила, Волдемор и Квирел нису могли да дотакну Харија. При додиру су трпели огроман бол. Волдемор је опет побегао, а Квирела је оставио да умре. Дамблдор је објаснио Харију да је Камен добио из огледала зато што је било зачарано да га да само ономе ко је хтео да га узме, али не и да га користи. Он и Николас Фламел су се договорили да је најбоље за све да га униште, како су на крају и урадили.

## Књига у Србији
На српском језику књига је први пут објављена у издању Народне књиге 2004. године, а затим у издању куће Евро ђунти 2008. Књигу су превели Весна и Драшко Рогановић.